# Rubus navus
Rubus navus är en rosväxtart som beskrevs av Liberty Hyde Bailey. Rubus navus ingår i släktet rubusar, och familjen rosväxter. Inga underarter finns listade i Catalogue of Life.